# بروك سكوليون
بروك سكوليون ( مواليد 31 مارس 1999) هي مغنية أيرلندية، مثلت أيرلندا في مسابقة الأغنية الأوروبية لعام 2022.

## روابط خارجية
- بروك سكوليون على موقع IMDb (الإنجليزية)
- بروك سكوليون على موقع ميوزك برينز (الإنجليزية)
- بروك سكوليون على موقع ديسكوغز (الإنجليزية)